# New Baden (Illinois)
New Baden est un village des comtés de Clinton et de Saint Clair dans l'Illinois, aux États-Unis,. Il est incorporé le 2 mai 1904.

## Histoire
Fondé en 1855, le village est baptisé en référence au Pays de Bade (en allemand : Baden). Le village est frappé par une tornade en 1895. Il est reconstruit avec l'aide des communautés voisines pour devenir un village plus grand et plus moderne.

## Démographie
Lors du recensement de 2010, le village comptait une population de 3 349 habitants. Elle est estimée, en 2016, à 3 291 habitants.

## Source de la traduction
- (en) Cet article est partiellement ou en totalité issu de l’article de Wikipédia en anglais intitulé « New Baden, Illinois » (voir la liste des auteurs).